# Wydział Farmaceutyczny Uniwersytetu Medycznego im. Karola Marcinkowskiego w Poznaniu
Wydział Farmaceutyczny Uniwersytetu Medycznego im. Karola Marcinkowskiego w Poznaniu – jeden z czterech wydziałów poznańskiego Uniwersytetu Medycznego im. Karola Marcinkowskiego.

## Historia[1][2]
W 1919 roku tuż po utworzeniu Wszechnicy Piastowskiej (późniejszego Uniwersytetu Poznańskiego), dziekan Wydziału Filozoficznego – prof. Antoni Korczyński, wcześniej wykładowca chemii farmaceutycznej na Uniwersytecie Jagiellońskim, przystąpił do organizacji studiów farmaceutycznych. Początkowo, z powodu trudności we właściwej obsadzie katedr, założył on afiliowane przy Wydziale Filozoficznym Studium Farmaceutyczne, przemianowane w 1920 roku na Oddział. W 1925 roku Oddział przeszedł pod opiekę Wydziału Matematyczno-Przyrodniczego. W okresie międzywojennym prowadzono dwa programy kształcenia. Jeden oparty na systemie niemieckim, umożliwiał ukończenie nauki i zdobycie uprawnień aptekarza aprobowanego osobom, które wcześniej rozpoczęły studia farmaceutyczne na uniwersytetach niemieckich. Drugi program, realizowany do wybuchu II wojny światowej, odpowiadał nowoczesnym standardom nauczania wprowadzonym we Francji. Należytą organizację studiów wprowadził prof. chemii Konstanty Hrynakowski, wcześniej pracujący w sztokholmskiej Wyższej Królewskiej Szkole Technicznej. Zaadaptował on pomieszczenia Zamku Poznańskiego i utworzył w nich pracownie dydaktyczne, naukowe, bibliotekę i Muzeum Przemysłu Farmaceutycznego. Prof. K. Hrynakowski został także pierwszym dyrektorem Oddziału Farmaceutycznego, a w latach trzydziestych dwudziestego wieku znalazł dla niego siedzibę we współprojektowanym przez niego Collegium Chemicum oraz w nieistniejącym już Coll. Raciborskiego przy ulicy Słowackiego.
W okresie międzywojennym na Oddziale utworzono Katedry: Farmacji Stosowanej, Farmakognozji, Botaniki i Uprawy Roślin oraz Chemii Farmaceutycznej. Założono również ogród farmakognostyczny. W latach 1926–1939 studia farmaceutyczne w Poznaniu ukończyło 886 osób.
Podczas II Wojny Światowej nauczanie kontynuowano  w konspiracji – w Warszawie, Krakowie, Kielcach i Częstochowie. Mimo dużych strat, mienie Oddziału w dużej części zostało zniszczone, już w maju 1945 roku wznowiono zajęcia dydaktyczne. W dniu 1 października 1947 roku Oddział przekształcono w Wydział Farmaceutyczny, a pierwszym dziekanem został prof. J. Dobrowolski. Z dniem 1 stycznia  1950 roku Wydział włączono do struktur nowo powstałej Akademii Lekarskiej, wkrótce przemianowanej na Akademie Medyczną.
Od roku akademickiego 1954/1955 obowiązywał pięcioletni program studiów zakończonych pracą magisterską, a w 1979 r. przy Wydziale Farmaceutycznym utworzono Oddział Analityki Medycznej, z odrębnym pięcioletnim programem nauczania. Jego organizatorem był prof. biochemii Józef Chmiel. 
Od roku akademickiego 1998/1999 kształcenie oparto na Europejskim Systemie Punktów Kredytowych (ECTS), pozwalającym na uznawanie okresu studiów odbywanych w innych uczelniach w kraju lub zagranicą. W roku akademickim 2004/2005 rozpoczęto kształcenie studentów farmacji w języku angielskim. W 2005 r. Wydział uzyskał siedziby dla trzech katedr w Coll. Kopernickiego (obecnie Coll. Chmiela) przy ul. Święcickiego.
Od 2023 roku Wydział dysponuje swoimi budynkami. Collegium Pharmaceuticum mieści się przy ul. Rokietnickiej.

## Jednostki wydziałowe[4]
- Katedra Biochemii Farmaceutycznej
- Katedra i Zakład Chemii Klinicznej i Diagnostyki Molekularnej
  - Pracownia Analizy Molekularnej
  - Pracownia Biologii Molekularnej
- Katedra i Zakład Bromatologii
- Katedra i Zakład Chemii Farmaceutycznej
- Katedra i Zakład Farmacji Fizycznej i Farmakokinetyki
- Katedra i Zakład Chemii Nieorganicznej i Analitycznej
- Katedra i Zakład Chemii Organicznej
- Katedra i Zakład Farmakognozji i Biomateriałów
- Katedra i Zakład Farmakologii
- Katedra i Zakład Farmakoekonomiki i Farmacji Społecznej
- Katedra i Zakład Farmacji Klinicznej i Biofarmacji
  - Pracownia Farmakogenetyki Doświadczalnej
- Katedra i Zakład Genetyki i Mikrobiologii Farmaceutycznej
- Katedra i Zakład Kosmetologii Praktycznej i Profilaktyki Chorób Skóry
  - Pracownia Biologii Farmaceutycznej i Biotechnologii
- Katedra i Zakład Technologii Chemicznej Środków Leczniczych
  - Pracownia Badań Strukturalnych
- Katedra i Zakład Technologii Postaci Leku
  - Pracownia Farmacji Praktycznej
- Katedra i Zakład Toksykologii
  - Laboratorium Badań Środowiskowych

## Kierunki studiów na wydziale[5]
- farmacja
- analityka medyczna
- analityka kryminalistyczna i sądowa
- kosmetologia
- inżynieria farmaceutyczna

Ponadto Wydział posiada aktualne akredytacje do kształcenia podyplomowego w zakresie specjalizacji:
- bromatologia
- farmacja apteczna
- farmacja kliniczna
- farmacja szpitalna

## Władze[7]

### Dziekan
- prof. dr hab. Anna Jelińska

### Prodziekani
- Prodziekan ds. studentów kierunku analityka medyczna, kosmetologia: prof. dr hab. Violetta Krajka-Kuźniak
- Prodziekan ds. studentów kierunku farmacja, analityka kryminalistyczna i sądowa: dr hab. n. farm. Maciej Stawny prof. UMP
- Prodziekan ds. nauki oraz studentów kierunku inżynieria farmaceutyczna: prof. dr hab. Tomasz Osmałek